# ジャン・ミュルトン
ジャン・ミュルトン（Jean Multon、1908年7月3日 - 1946年9月10日）は、フランスのレジスタンス運動の活動家。対独協力者。

## 来歴
コンバに属し、活動する。1943年4月28日マルセイユでゲシュタポに逮捕され、対ドイツ協力者となったとされる。妻と子がおり、彼らが人質にされたため対独協力者になったらしい。1943年6月9日、パリメトロ9号線ラ・ミュエット駅にシャルル・ドレストランをおびきよせゲシュタポに逮捕させた。その後、レジスタンス運動に復帰し、ド・ラットル軍に志願したとされる。
1945年、逮捕された後に裁判にかけられ、銃殺された。